# Alex Wilkinson (compositeur)
Pour les articles homonymes, voir Wilkinson et Alex Wilkinson.
Alex Wilkinson est un compositeur, acteur et monteur américain.

## Filmographie
Comme compositeur
- 1993 : Max, le meilleur ami de l'homme (Man's Best Friend)
- 1994 : La Marque du serpent (Viper)
- 1995 : Deadly Past
- 1995 : Midnight Man
- 1996 : Complot à Walnut Creek (Walnut Creek)
- 1996 : Solitaire
- 1996 : Los Angeles Heat ("L.A. Heat") (série télévisée)
- 1996 : Jane Street
- 1996 : Encounters
- 1996 : Le Fils de Damien (Damien's Seed)
- 1996 : The Sweeper
- 1996 : Pure Danger
- 1996 : Street Corner Justice
- 1998 : Monkey Magic (série télévisée)
- 1998 : Inferno (TV)
- 1998 : American Dragons
- 1999 : No Tomorrow
- 1999 : Avanlanche
- 1999 : Mercenaires (Stealth Fighter)
- 1999 : Forbidden Games
- 2000 : The Chaos Factor
- 2000 : Secousses à Los Angeles (Epicenter)
- 2001 : Face à l'ouragan (Windfall) (TV)
- 2001 : Deadly Rhapsody
- 2001 : Flying Virus
- 2003 : Vegas Vamps
- 2004 : Target
- 2004 : Lexie (vidéo)

Comme acteur
- 2003 : Vegas Vamps
- 2004 : Lexie (vidéo) : Karaoka manager

Comme monteur
- 2004 : 60 Minute Makeover (série télévisée)